# Mistràs
Mistràs, també Mistra,  Mystra i Mistras (grec: Μυστράς, Μυζηθράς, Mizithras Myzithra en la Crònica de Morea), fou una ciutat fortificada a Morea (a l'edat mitjana, el Peloponès), a la muntanya de Taíget, prop de l'antiga Esparta. Està inscrita en la llista del Patrimoni de la Humanitat de la UNESCO des del 1989.
En els segles XIV i xv, va servir com la capital dels romans d'Orient, despotat de Morea, i passà per un període de prosperitat i floriment cultural. El lloc continua sent habitat durant tot el període otomà, quan va ser confós pels viatgers occidentals per l'antiga Esparta. Va ser abandonat en la dècada del 1830, quan la nova ciutat d'Esparta va ser construïda, a uns vuit quilòmetres cap a l'est.